# Zumba (Ecuador)
Zumba ist eine Kleinstadt und eine Parroquia urbana („städtisches Kirchspiel“) im Kanton Chinchipe der ecuadorianischen Provinz Zamora Chinchipe. Zumba ist Sitz der Kantonsverwaltung. Die Parroquia besitzt eine Fläche von 426,1 km². Die Einwohnerzahl lag beim Zensus 2010 bei 6878. Im urbanen Bereich von Zumba lebten 3163 Einwohner.

## Lage
Die Parroquia Zumba liegt an der Ostflanke der Cordillera Real im Südosten von Ecuador. Die Parroquia wird im Norden vom Río Palanuma, im Osten vom Río Palanda und dem Río Mayo (Río Chinchipe) begrenzt. Der Río Isimanchi durchquert das Gebiet nach Osten. Im Südwesten wird das Areal von dem nach Osten fließenden Grenzfluss Río Canchis. Der Hauptort liegt auf einer Höhe von 1275 m 90 km südsüdwestlich der Provinzhauptstadt Zamora. Die Fernstraße E682 von Loja nach Namballe in Peru führt durch die Parroquia und den Ort Zumba. 
Die Parroquia Zumba grenzt im Norden an die Parroquia Palanda (Kanton Palanda), im Nordosten an die Parroquia San Francisco del Vergel (Kanton Palanda), im Osten an Chito, im Südosten an El Chorro und Pucapamba, im Süden und im Südwesten an Peru sowie im Westen an die Parroquia San Andrés.

## Ökologie
Im äußersten Nordwesten liegt ein Bereich innerhalb des Nationalparks Yacurí.